# Xian de Kangping
Le xian de Kangping (康平县 ; pinyin : Kāngpíng Xiàn) est un district administratif de la province du Liaoning en Chine. Il est placé sous la juridiction de la ville sous-provinciale de Shenyang.

## Démographie
La population du district était de 332 644 habitants en 1999.